# Athemus maculithorax
Athemus maculithorax es una especie de coleóptero de la familia Cantharidae.

## Distribución geográfica
Habita en Hubei (China).